# A casa per vacances
A casa per vacances (títol original: Home for the Holidays) és una pel·lícula estatunidenca dirigida per Jodie Foster, estrenada el 1995. Ha estat doblada al català.

## Argument
Claudia Larson arriba de mala gana al dia d'Acció de Gràcies (Thanksgiving), a Baltimore, i celebrat per milions d'americans. En aquest moment, complir amb les tradicions familiars li resulta insuportable perquè la seva vida s'ha convertit en un malson: en unes hores ha perdut el seu treball, el seu cap, el seu abric i els nervis. I a sobre la seva filla Kitt li comunica que està disposada a perdre la seva virginitat. Per afrontar aquesta reunió i la seva família, Claudia llança un SOS al seu germà Tommy. Però el que s'anuncia com un marró aportarà finalment a Claudia una alleujament inesperat.

## Repartiment
- Holly Hunter: Claudia Larson
- Robert Downey Jr.: Tommy Larson
- Anne Bancroft: Adele Larson
- Charles Durning: Henry Larson
- Dylan McDermott: Leo Fish
- Geraldine Chaplin: tia Gladys
- Steve Guttenberg: Walter Wedman
- Cynthia Stevenson: Joanne Larson Wedman
- Claire Danes: Kitt Larson
- Emily Ann Lloyd: Brittany Lace Wedman
- Zack Duhame: Walter Wedman Jr.
- Austin Pendleton: Peter Arnold
- David Strathairn: Russell Terziak
- Amy Yasbeck: Ginny Johnson Drewer
- James Lecesne: Ron Drewer

## Crítica
"Interessant sàtira costumista que va basar gran part de la seva efectivitat en el bon treball del seu elenc protagonista"

## Al voltant de la pel·lícula
- El rodatge s'ha desenvolupat a Baltimore i Los Angeles.
- Cap de setmana en família marca el començament al cinema de Shawn Hatosy.
- Robert Downey Jr. ha públicament reconegut haver consumit drogues durant el rodatge, que li van impedir rodar millor les seves escenes.[4]

## Banda original
- Evil Ways, interpretada per Rusted Root
- Candy, interpretada per Nat King Cole
- It's Not Unusual, interpretada per Tom Jones
- Thème de Shaft, interpretada per Isaac Hayes
- Trouble in Mind, interpretada per Dinah Washington
- That's Life, composta per Kelly Gordon et Dean Kay
- Rocking Horse, interpretada per Bunny
- Puppy Love, composta per Paul Anka
- Surfin' Bird, interpretada per The Trashmen
- Halls of Montezuma
- We Gather Together
- Bicycle Built for Two
- I Wanna Be Loved by You, composta per Bert Kalmar, Herbert Stothart i Harry Ruby
- Pick Yourself Up, composta per Jerome Kern i Dorothy Fields
- Pow,interpretada per les Beastie Boys
- Free Stylin, composta per Daniel Darras et Simon Di
- The Very Thought of You, interpretada per Nat King Cole
- Piece of My Heart, interpretada per Janis Joplin